# Самойлов, Дмитрий Алексеевич
Дми́трий Алексе́евич Само́йлов (род. 25 сентября 1993, Белгород) — российский футболист, полузащитник клуба «Шинник». Мастер спорта России.

## Карьера
Воспитанник белгородского футбола. Первый тренер — Юрий Николаевич Клочков.
Профессиональную карьеру начинал в местном «Энергомаше», в составе которого в 2015—2017 годах провёл 49 матчей, забил 10 мячей. Летом 2017 года перешёл в «Шинник», в составе которого стал полуфиналистом Кубка России 2017/2018.

## Достижения
- Победитель 2-й группы Второй лиги: 2021/22
- Серебряный призёр зоны «Центр» Второй лиги: 2015/16